# Площа 2010
Події у Білорусі після президентських виборів 2010 року, відомі як Площа 2010 (біл. Плошча 2010)  — мирна демонстрація проти фальсифікації результатів згаданих виборів та проти участі в них єдиновладного керівника Білорусі Олександра Лукашенка. Масова акція протесту відбулася 19 грудня 2010 року на Жовтневій площі і площі Незалежності у Мінську за участі від 10 до 60 тисяч осіб. Відома під назвою Площа-2010. Розігнана внутрішніми військами, внаслідок чого десятки людей було затримано і побито, в тому числі і кандидатів у президенти Володимира Некляєва, Андрія Саннікова, Григорія Костусєва, Миколу Статкевича, Віталія Римашевського. Підставою тюремного ув'язнення послужили розбиті шибки Будинку Уряду.

## Хід подій
Ще напередодні виборів Володимир Некляєв, Віталій Римашевський, Андрій Санніков і Микола Статкевича закликали своїх прихильників до зборів на Жовтневій площі Мінська 19 грудня. До неї були стягнуті посилені загони міліції. У Мінську були недоступні ряд опозиційних сайтів, а також LiveJournal, Twitter і деякі інші сайти. Також недоступними виявилися сайти із захищеним протоколом HTTPS. Крім того, під час нападу тривалий час були недоступні опозиційні сайти «Білоруський партизан» і «Хартыя'97».
Ще до початку збору, о 19.30, невідомі в чорному скоїли напад на колону Володимира Некляєва, яка прямувала на площу. Під час побиття Володимир Некляєв знепритомнів, його забрала «швидка допомога».
Інші висуванці від опозиції о 20 год. приєдналися до своїх прибічників на площі. Через годину 5 висуванців взяли участь у ході до площі Незалежності, де міститься Будинок Уряду, у якому засідають Національні збори Білорусі і Центрвиборчком, де в той час тривав підрахунок голосів. Там було влаштовано мітинг і спробу домогтися переговорів з урядом.
Під час акції протесту гурт невстановлених осіб намагався взяти штурмом Будинок уряду, розбивши при цьому скло і виламавши двері. Висувалася також версія, що скло і двері у Будинку Уряду були розбиті провокаторами.. У відповідь на це міліція без розбору почала бити мирних учасників ходи, що призвело до заподіяння декільком демонстрантам черепно-мозкових травм і покидання площі більшістю учасників ходи. Близько 5 тисяч із них залишилися разом з Санніковим і Римашевським. Опівночі після спроб організаторів мітингу викликати на переговори керівництво силових структур сотні міліціонерів розігнали і їх. Були затримані Костусєв, Михалевич, Римашевський, Санніков, Статкевич і Вус,, керівники їхніх штабів та довірені особи, кілька сотень прихильників, ряд журналістів та іноземних громадян. Крім того, при розгоні мітингу від дій міліційних спецпідрозділів постраждали десятки переодягнених міліціонерів, які перебували в натовпі. Побитого раніше Володимира Некляєва вивіз із лікарні співробітник КДБ..
Водночас, один із кандидатів у Президенти Віктор Терещенко, який не брав ніякої участі в акції і відразу визнав свою поразку від Лукашенка, ще 20 грудня 2010 оприлюднив на своєму сайті інформацію, що «ще за 10 днів до штурму Будинку уряду кандидати у президенти запропонували розглянути цей сценарій» і запросили його взяти участь, але він відмовився. При цьому Терещенко зізнався, що через ситуацію, яка склалася після президентських виборів, він планував емігрувати разом з родиною і просити політичного притулку в іншій країні.
Організатори заявили, що акція буде безстроковою і закликали всіх прийти на майдан Незалежності у понеділок 20 грудня о 18 годині.. Наступного дня після виборів, 20 грудня о 18:00 на Площі Незалежності зібралося від 50 до 200 осіб, яких розігнав ОМОН, при цьому частину протестувальників було заарештовано.
20 грудня Лукашенко повідомив про арешт 639 осіб і підтвердив, що кандидатів у президенти допитували в місцях ув'язнення КДБ. 29 грудня Некляєва, Римашевського, Саннікова і Статкевича звинуватили у влаштуванні недозволеного громадського заходу, що згідно зі ст. 293 КК РБ передбачала ув'язнення від 5 до 15 років. 17 лютого учасника кампанії Некляєва засудили на 4 роки ув'язнення. Більшості заарештованих суди присудили виплату стягнень до 30 «базових одиниць» (близько 265 євро) і 15-денне ув'язнення. 31 грудня Міністерство закордонних справ повідомило про припинення повноважень представництва ОБСЄ в Мінську через небажання уряду їх продовжувати. 21 січня Лукашенка привели до четвертої президентської присяги.
Офіційна газета адміністрації Лукашенка «Радянська Білорусь — Білорусь Сьогодні» на підставі розсекречених документів білоруських спецслужб звинуватила у причетності до подій 19 грудня у Мінську спецслужби Польщі і Німеччини.

## Засуджені

### Кандидати у президенти
1. Володимир Некляєв — 2,5 роки позбавлення волі з відстрочкою на 2 роки
2. Андрій Санніков — 5 років позбавлення волі в колонії посиленого режиму, звільнений після помилування 14 квітня 2012 року[19]
3. Микола Статкевич — 6 років позбавлення волі в колонії посиленого режиму
4. Дмитро Вус — 5,5 роки позбавлення волі в колонії посиленого режиму, звільнений після помилування 1 жовтня 2011 року[20]

### Інші засуджені
1. Олександр Отрощенков — 4 роки в колонії посиленого режиму, звільнений після помилування 14 вересня 2011 року[21]
2. Дмитро Бондаренко — 2 роки колонії загального режиму (координатор «Європейської Білорусі»), звільнений 15 квітня 2012 року[22]
3. Святослав Баранович — 3 роки обмеження волі без направлення у місця відбування покарання[23]
4. Дмитро Буланов — 3 роки колонії посиленого режиму, звільнений після помилування 14 вересня 2011 року[21]
5. Ілля Василевич — 3 роки позбавлення волі в колонії посиленого режиму, звільнений після помилування 14 вересня 2011 року[21]
6. Павло Виноградов — на 4 роки ув'язнення, звільнений після помилування 14 вересня 2011 року[21]
7. Олег Гнедчик — 3 роки позбавлення волі в колонії посиленого режиму, звільнений після помилування 1 вересня 2011 року[24]
8. Артем Грибков — 4 роки позбавлення волі в колонії посиленого режиму, звільнений після помилування 13 серпня 2011 року[25]
9. Дмитро Доронін — 3,5 роки в колонії загального режиму, звільнений після помилування 1 вересня 2011 року[24]
10. Дмитро Дрозд — на 3 роки ув'язнення, звільнений після помилування 13 серпня 2011 року[25]
11. Сергій Казаков — 3 роки позбавлення волі, звільнений після помилування 13 серпня 2011 року[25]
12. Олександр Квяткевич — 3,5 роки позбавлення волі в колонії посиленого режиму, звільнений після помилування 13 серпня 2011 року[25]
13. Олесь Кіркевич — 4 роки ув'язнення, звільнений після помилування 1 вересня 2011 року[24]
14. Олександр Класковский — 5 років колонії посиленого режиму, звільнений після помилування 14 вересня 2011 року[21]
15. Микита Лиховид — 3,5 роки позбавлення волі, звільнений після помилування 14 вересня 2011 року[21]
16. Володимир Лобан — 3 роки позбавлення волі, звільнений після помилування 14 вересня 2011 року[21]
17. Сергій Марцалєв — випробувальний строк на два роки
18. Віталій Мацукевич — 3 роки колонії суворого режиму, звільнений після помилування 13 серпня 2011 року[25]
19. Олександр Молчанов — 3 роки в колонії посиленого режиму, звільнений після помилування 14 вересня 2011 року[21]
20. Федір Мірзоянов — 3 роки позбавлення волі в колонії посиленого режиму, звільнений після помилування 14 вересня 2011 року[21]
21. Дмитро Ведмідь — 3 роки обмеження волі без направлення до виправної установи
22. Дмитро Новік — 3,5 роки в колонії посиленого режиму, звільнений після помилування 14 вересня 2011 року[21]
23. Василь Парфенков — 4 роки позбавлення волі в колонії суворого режиму, звільнений після помилування 13 серпня 2011 року[25]
24. Андрій Протасеня — 3 роки позбавлення волі, звільнений після помилування 1 вересня 2011 року[24]
25. Євген Секрет — 3 роки позбавлення волі, звільнений після помилування 13 серпня 2011 року[25]
26. Павло Северинець — 3 роки хімії
27. Ірина Халіп — присуд із відстроченням
28. Володимир Хоміченко — 3 роки ув'язнення, звільнений після помилування 13 серпня 2011 року[26]
29. Андрій Федоркевич — 3,5 роки позбавлення волі, звільнений після помилування 14 вересня 2011 року[21]
30. Володимир Яроменок — 3 роки позбавлення волі в колонії посиленого режиму, звільнений після помилування 13 серпня 2011 року[25]

### Іноземні громадяни
1. Артем Бреус (РФ) — штраф у 300 базових величин (10,5 млн рублів)
2. Іван Гапонов (РФ) — штраф у 300 базових величин (10,5 млн рублів)

### Затримані раніше
- Дмитро Дашкевич — 2 роки позбавлення волі за злісне хуліганство (затриманий 18 грудня 2010 року)
- Едуард Лобов — 4 роки позбавлення волі за злісне хуліганство (затриманий 18 грудня 2010 року)

## Міжнародна реакція
- Посольство США у Білорусі засудило «надмірне використання сили владою» Білорусі.
- Президент Європарламенту Єжи Бузек виступив з різкою критикою білоруської влади.[27] 20 січня 2011 року Європарламент засудив жорстокий розгін акції протесту в день виборів і затримання лідерів опозиції, зазначивши також, що не вважає вибори за вільні, чесні і прозорі.[28]
- Уповноважений з прав людини уряду Німеччини, у відповідь на повідомлення деяких ЗМІ, що затримані на Площі не мали доступу до адвокатів і невідомий стан їхнього здоров'я, дав таку оцінку: «Все це нагадує найпохмуріші радянські часи, коли вривалися вночі, забирали людей прямо з ліжка, а родичі потім не могли з'ясувати, що відбувається з їхніми близькими».[29]
- Посол Російської Федерації у Білорусі Олександр Суриков 23 грудня провів у Мінську прес-конференцію, на якій висловився на підтримку дій білоруської влади стосовно учасників опозиційної демонстрації. Опозиція, за словами посла, «від самого початку робила ставку на Майдан. Це була спроба жовтої, помаранчевої революції, спроба засвітитися перед Заходом».[30]

### Міжнародні організації
- Верховний комісар ООН з прав людини Наві Піллей[en] опублікувала дві заяви: 21 грудня 2010 року як реакцію на події після виборів і 21 лютого 2011 року після першого процесу над лідерами опозиції.[31]
- ПАРЄ у своїй січневій резолюції[32] відзначила справу кандидата А. Саннікова.
- Також справу кандидата А. Саннікова відзначив комісар Ради Європи з прав людини Томас Гаммарберг у своєму травневому коментарі.[33]

### Правозахисні організації
- У січні 2011 року Білоруський Гельсінський комітет звернувся до спеціального доповідача ООН з незалежності суддів і адвокатів з повідомленням про тиск на представників осіб, обвинувачених у заворушеннях. Міністерство юстиції, розцінивши повідомлення як необґрунтоване, винесло БГК попередження. Верховний суд залишив попередження в силі. Венеційська комісія Ради Європи визнала попередження неправомірним.[34] За оцінкою FIDH, «хвиля репресій, що послідувала за президентськими виборами 19 грудня 2010, призвела до драматичного погіршення ситуації з правами людини та громадянськими і політичними свободами».[35]
- «Г'юман Райтс Вотч» у спеціальній доповіді розкритикувала кримінальне переслідування колишніх кандидатів.[36]